# Synchaeta neapolitana
Synchaeta neapolitana is een soort in de taxonomische indeling van de raderdieren (Rotifera). 
Het dier behoort tot het geslacht Synchaeta en behoort tot de familie Synchaetidae. De wetenschappelijke naam van de soort werd voor het eerst geldig gepubliceerd in 1902 door Rousselet.